# Monochord
Monochord en monokord er et strengeinstrument og videnskabeligt labratorieinstrument, fra oldtiden. Pythagoras brugte til at finde intervaller på. Her fandt han intervallerne 2:1, 3:2 og 4:2, disse kaldes også en oktav, en kvart og en kvint.
 Der er for få eller ingen kildehenvisninger i denne artikel, hvilket er et problem. Du kan hjælpe ved at angive troværdige kilder til de påstande, som fremføres i artiklen.

| Musik | Spire Denne musikartikel er en spire som bør udbygges. Du er velkommen til at hjælpe Wikipedia ved at udvide den. |